# Mrs. and Mr. Duff
Pour plus de détails, voir Fiche technique et Distribution.
Mrs. and Mr. Duff est un film muet de Gaston Méliès sorti en 1909.

## Distribution
- Francis Ford [1]